# 王顺桐
王顺桐（1918年—1987年5月4日），男，直隶（今河北）乐亭人，中华人民共和国政治人物，曾任中国科学技术协会副主席、书记处书记，第三届全国人大代表、第六届全国政协委员。

## 生平
北洋大学肄业。1937年七七事变后奔赴延安投身革命。1938年加入中国共产党。曾任中共陕甘宁边区区委宣传部干事，中共中央西北局部秘书、宣传处副处长、新闻出版处处长。
中华人民共和国成立后，历任西北军政委员会出版局局长、新闻出版专员，政务院文教委员会办公厅副主任，国务院科学规划委员会副秘书长，国家科委地方局局长，中国科协党组副书记、书记处常务书记、副主席。1980年3月15日，中国科学技术协会第二次全国代表大会在北京召开，会议选出第二届全国委员会，其被选为副主席。1986年6月，中国科学技术协会第三次全国代表大会在北京召开，选举产生第三届全国委员会。6月28日，第三届全国委员会第一次会议召开，推举其为荣誉委员。